# 莱恩大道桥

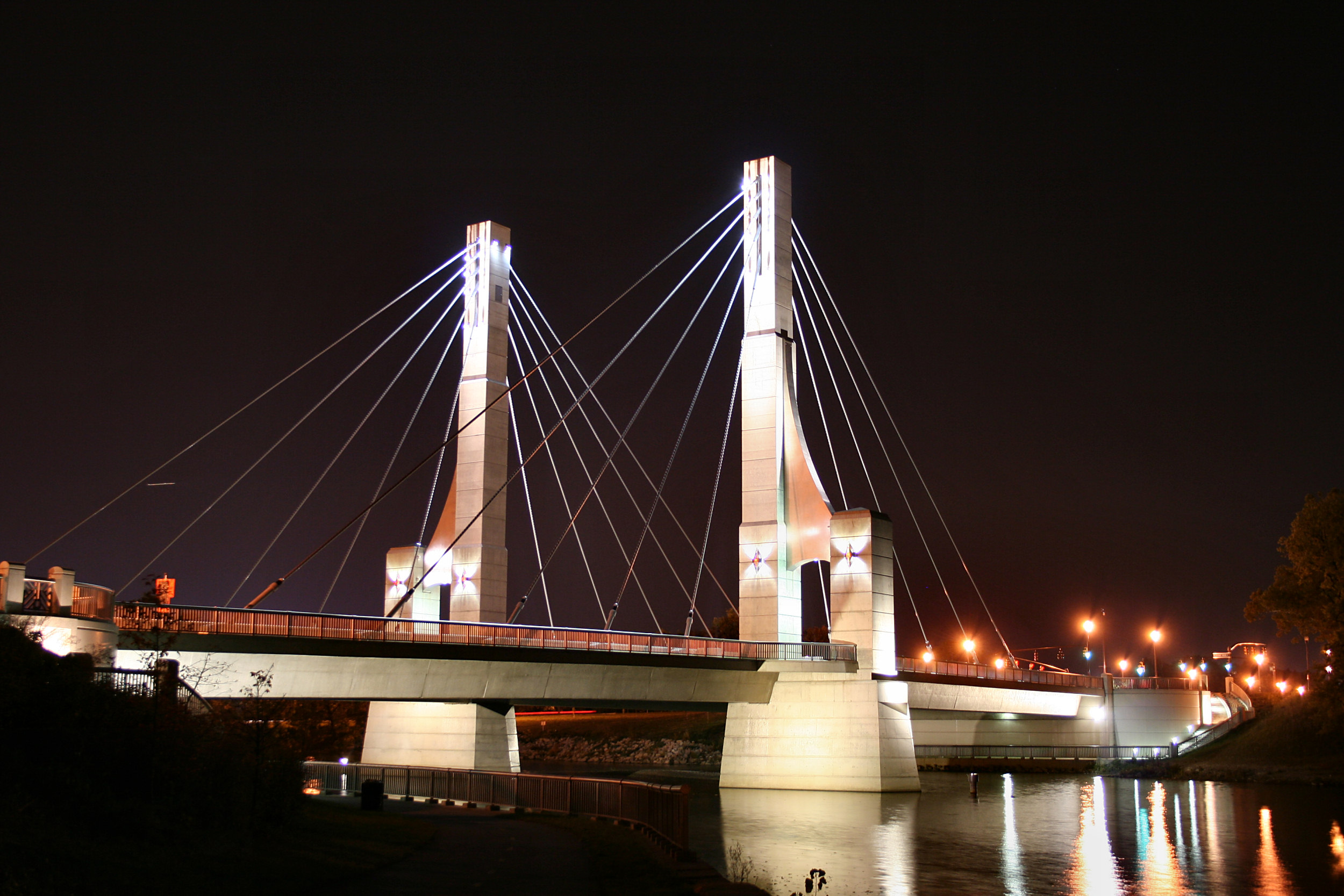
夜间另一视角的大桥

莱恩大道桥是一座位于俄亥俄州哥伦布市的横跨奥伦坦吉河的斜拉桥。大桥由琼斯-斯塔基有限责任公司设计，竣工于2003年11月14日，仅耗时十六个月，比预期早五个月结束。桥长113（371英尺），上载六条3.5（11英尺）宽的机动车道和两条3.5（11英尺）宽的人行道。选择斜拉桥设计的原因一是因为美观，二是这样对河流环境的破坏较小。大桥的索塔锚固区重达47吨，被认定为是历史上最重的镀锌钢铁结构。大桥的总造价为1560万美金，资金分别来自
- 俄亥俄公共工作委员会出资500万美金
- 联邦高速公路管理局出资500万美金
- 富兰克林县工程部出资320万美金
- 哥伦布市政府出资240万美金

此前，莱恩大道的交通经由一座1919年开始使用的三车道的土质拱桥过河。1998年，老桥梁被发现有显著老化迹象因此亟需更换。新桥的修建开始于2002年2月27日，而老桥则于俄亥俄州立大学在附近俄亥俄体育场的当年最后一次主场橄榄球赛后于11月25日被拆除。

## 延伸阅读
- . Franklin County Engineer's Office.   [2024-01-08]. （原始内容存档于2017-08-30）.
- Sherman, Mark. . Transportation Research Record. 2001, 1770: 181–7. S2CID 111216701. doi:10.3141/1770-23.